# Erick Aybar
Erick Johan Aybar (né le 14 janvier 1984 à Baní en République dominicaine) est un joueur d'arrêt-court de la Ligue majeure de baseball.
Gagnant d'un Gant doré en 2011 et invité au match des étoiles en 2014, Erick Aybar évolue de 2006 à 2015 pour les Angels de Los Angeles.

## Carrière

### Angels de Los Angeles
Erick Aybar est recruté comme agent libre amateur le 4 février 2002 par les Angels d'Anaheim. Il passe quatre saisons en Ligues mineures et prend part à la Série des Caraïbes en février 2006 avec la formation vénézuélienne des Leones del Caracas qui remporte l'épreuve.
Aybar fait ses débuts en Ligue majeure le 16 mai 2006.
Aybar remporte en 2011 le Gant doré du meilleur joueur d'arrêt-court défensif de la Ligue américaine.
Il fait partie de l'équipe de République dominicaine qui remporte la Classique mondiale de baseball 2013.
En 2014, il est invité à son premier match des étoiles. Il termine 2014 avec de nouveaux records personnels de coups sûrs (164), de points marqués (77) et de points produits (68), en plus de réussir 30 doubles, 7 circuits, 16 buts volés. En 156 parties jouées, sa moyenne au bâton s'élève à ,278. En éliminatoires, malgré la déconfiture des Angels, meilleure équipe de la saison régulière éliminée après 3 défaites de suite dans leur Série de division contre Kansas City, Aybar réussit 4 simples et un double en 11 présences au bâton pour une moyenne au bâton de ,455 contre les Royals.

### Braves d'Atlanta
Le 12 novembre 2015, les Angels échangent Aybar et deux lanceurs des ligues mineures, le droitier Chris Ellis et le gaucher Sean Newcomb, aux Braves d'Atlanta contre l'arrêt-court Andrelton Simmons et le receveur des ligues mineures Jose Briceno.

### Tigers de Détroit
Le 16 août 2016, Atlanta échange Aybar aux Tigers de Détroit contre le joueur d'utilité Mike Avilés et le receveur des ligues mineures Kade Scivicque.

### Padres de San Diego
Aybar rejoint en 2017 les Padres de San Diego.

## Statistiques
| Saison | Équipe    | G   | AB   | R   | H   | 2B | 3B | HR | RBI | SB | BA    |
| ------ | --------- | --- | ---- | --- | --- | -- | -- | -- | --- | -- | ----- |
| 2006   | LA Angels | 34  | 40   | 5   | 10  | 1  | 1  | 0  | 2   | 1  | 0,250 |
| 2007   | LA Angels | 79  | 194  | 18  | 46  | 5  | 1  | 1  | 19  | 4  | 0,237 |
| 2008   | LA Angels | 98  | 346  | 53  | 96  | 18 | 5  | 3  | 39  | 7  | 0,277 |
| 2009   | LA Angels | 137 | 504  | 70  | 157 | 23 | 9  | 5  | 58  | 14 | 0,312 |
| 2010   | LA Angels | 138 | 534  | 69  | 135 | 18 | 4  | 5  | 29  | 22 | 0,253 |
| Totaux | Totaux    | 486 | 1618 | 215 | 444 | 65 | 20 | 14 | 147 | 48 | 0,274 |

| Saison | Équipe    | G  | AB | R | H  | 2B | 3B | HR | RBI | SB | BA    |
| ------ | --------- | -- | -- | - | -- | -- | -- | -- | --- | -- | ----- |
| 2007   | LA Angels | 1  | 1  | 0 | 0  | 0  | 0  | 0  | 0   | 0  | 0,000 |
| 2008   | LA Angels | 4  | 18 | 2 | 0  | 0  | 0  | 0  | 1   | 0  | 0,111 |
| 2009   | LA Angels | 9  | 31 | 4 | 9  | 2  | 1  | 0  | 3   | 3  | 0,290 |
| Totaux | Totaux    | 14 | 50 | 4 | 11 | 2  | 1  | 0  | 4   | 3  | 0,220 |

Note : G = Matches joués ; AB = Passages au bâton; R = Points ; H = Coups sûrs ; 2B = Doubles ; 3B = Triples ; 
HR = Coup de circuit ; RBI = Points produits ; SB = Buts volés ; BA = Moyenne au bâton.